# Matteo Correggiaio
Matteo Correggiaio (Bologna o Padova, fine XIII secolo – XIV secolo) è stato un poeta italiano.

## Biografia
Del poeta, del quale è incerto il luogo di nascita e sconosciuto quello della morte, poche sono le notizie pervenute. Si sa che fu un rimatore legato a vincoli d'amicizia con Antonio da Tempo con il quale intrattenne rime di corrispondenza come si usava in quell'epoca.
Tra le rime a lui attribuite si ricordano tre ballate, una canzone, sei sonetti e due ternari trilingue composti in italiano, latino e francese; esse si caratterizzano per il ricco fervore immaginativo e il felice abbandono alla confessione.

## Opere
- Matteo Correggiari, Le Rime, a cura di Ernesto Lamma, In Bologna, presso Romagnoli Dall'Acqua, 1891.